# US Fonctionnaires
El US Fonctionners es un equipo de fútbol de Madagascar que milita en la Segunda División de Madagascar, la segunda liga de fútbol en importancia en el país.

## Historia
Fue fundado en la capital Antananarivo y es uno de los equipos más viejos de Madagascar, aunque su único logro importante ha sido ganar el Campeonato malgache de fútbol en 1969, siendo el primer equipo de la capital en ser campeón nacional.
A nivel internacional solamente han participado en un torneo continental, en la Copa Africana de Clubes Campeones 1970, en la cual fueron eliminados en la primera ronda por el Young Africans SC de Tanzania.

## Palmarés
- Campeonato malgache de fútbol: 1

1969

## Participación en competiciones de la CAF
| Temporada | Torneo                            | Ronda | Club              | Casa | Visita | Global |
| --------- | --------------------------------- | ----- | ----------------- | ---- | ------ | ------ |
| 1970      | Copa Africana de Clubes Campeones | 1     | Young Africans SC | 4-2  | 0-4    | 4-6    |